# Bogdan Willevalde

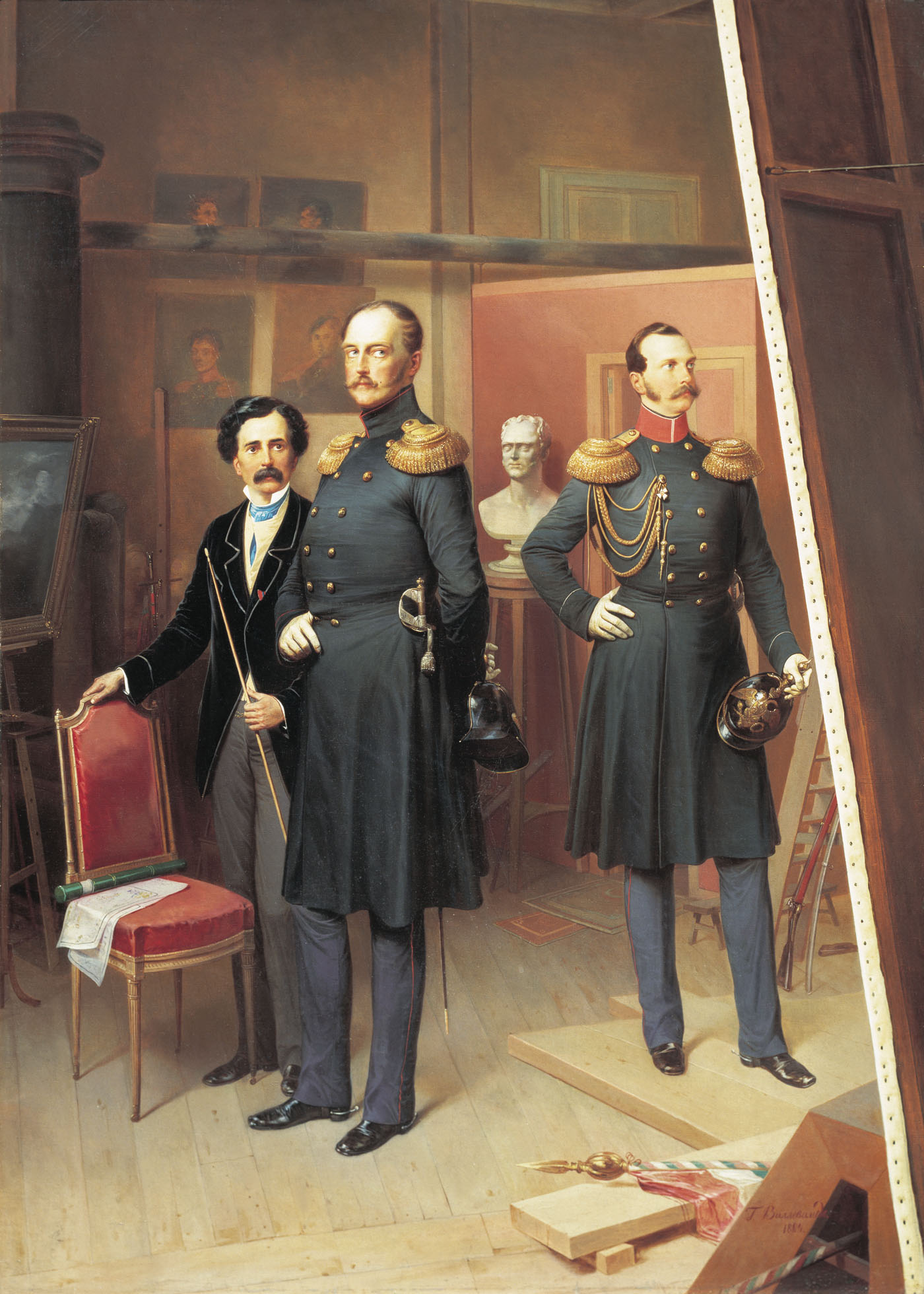
Tsar Nikolaj I med kronprinsen Alexander i konstnärens ateljé 1854, 1884

Bogdan (Gottfried) Pavlovitj Willevalde, född 12 januari 1819 (31 december 1818 enligt gamla stilen) i Pavlovsk i Tsarryssland, död 24 mars (11 mars enligt g,s,) 1903 i Dresden i Tyskland, var en rysk målare av bataljmålningar.
Bogdan Willevalde var son till en rik tysk Bayern. han studerade målning först hos den danska konstnären Karl Jungstedt, som var svärfar till den tysk-ryske guldsmeden Gustav Fabergé (1814–1893). Han studerade därefter vid Ryska konstakademien i Sankt Petersburg för först Karl Brjullov och senare för Alexander Sauerweid (1783–1844). Han fick en "stor guldmedalj" 1842 för målningen Slaget vid Fère-Champenoise och skickades utomlands för fortsatta sina studier. Han arbetade i Dresden med grunderna för sina målningar med motiv från Napoleonkrigen 1813.
Han var lärare vid Ryska konstakademien i Sankt Petersburg 1848–1894, bland annat för Konstantin Filippoff.
Han var far till målarna Alexander (född 1857) och Paul Villevalde (född 1863).

## Bildgalleri

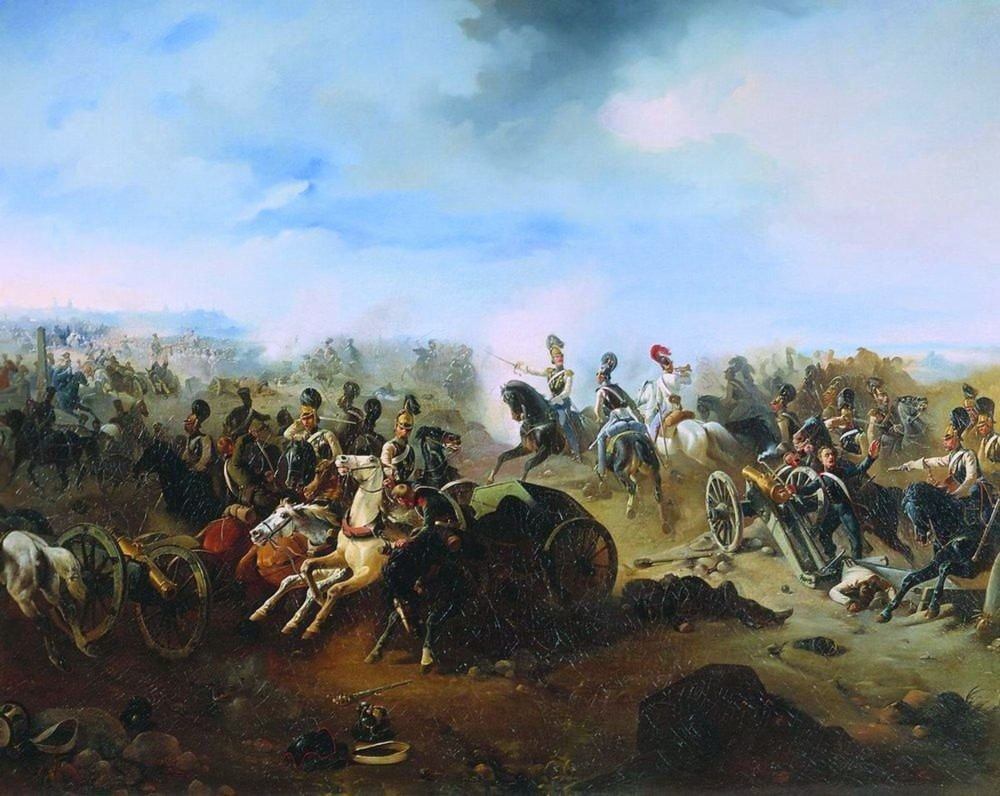
Slaget vid Olszynka Grochowska den 13 december 1831
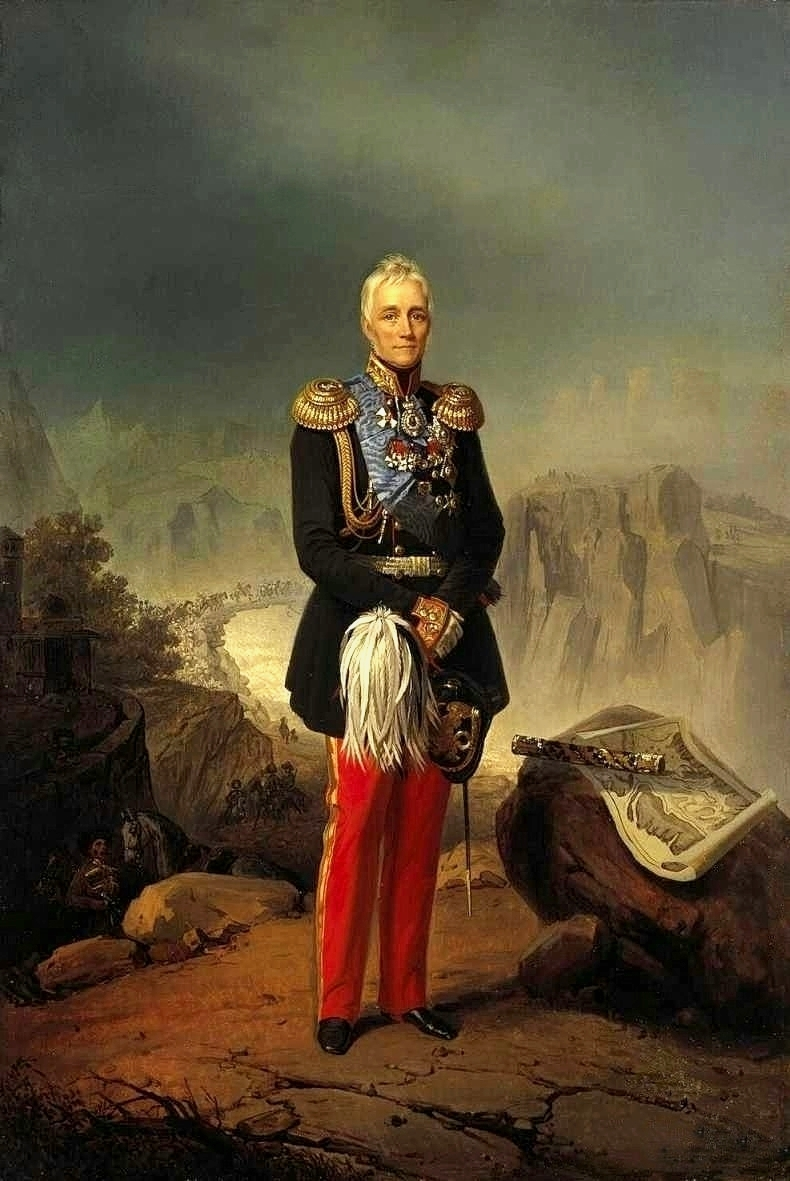
Fältmarskalk Mikail Vorontsoff, 1856
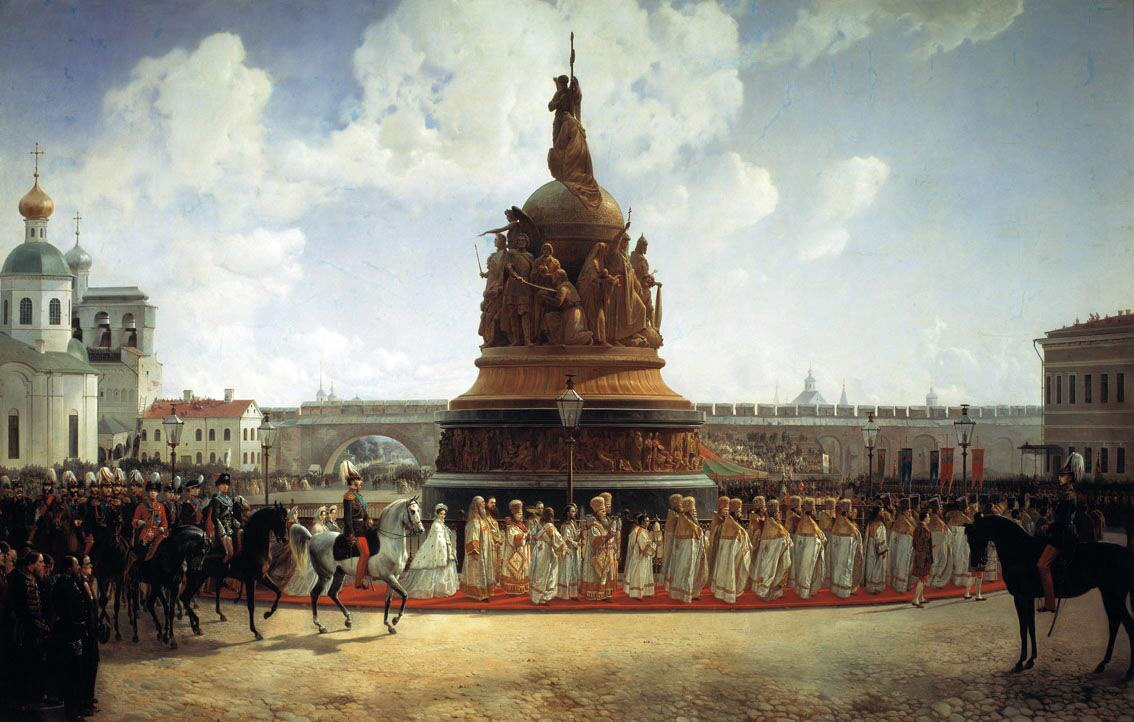
Invigningen av monumentet "Rysslands millennium" i Novgorod 1862, 1864
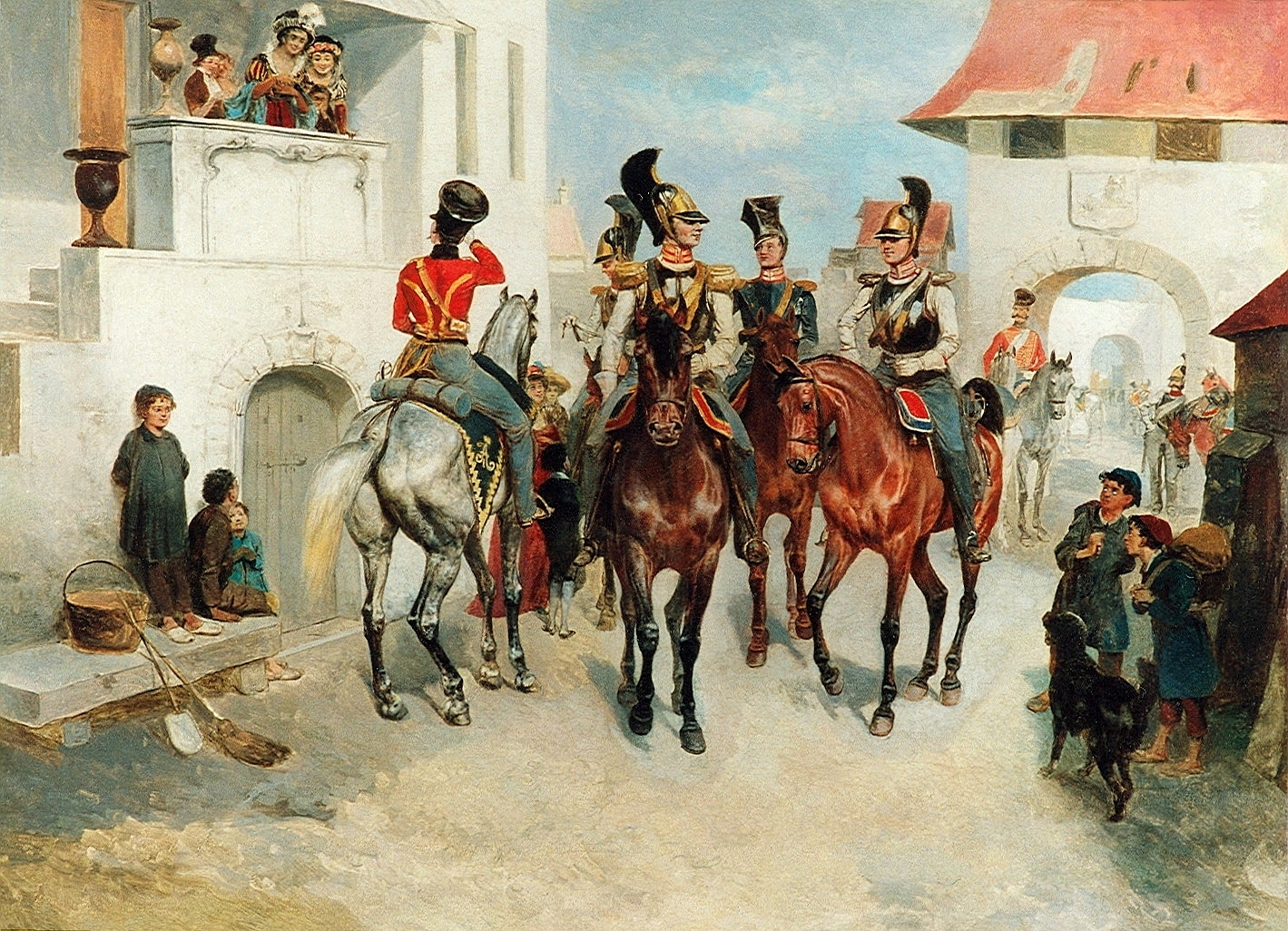
Ryskt kavalleri i en europeisk stad 1813-1814
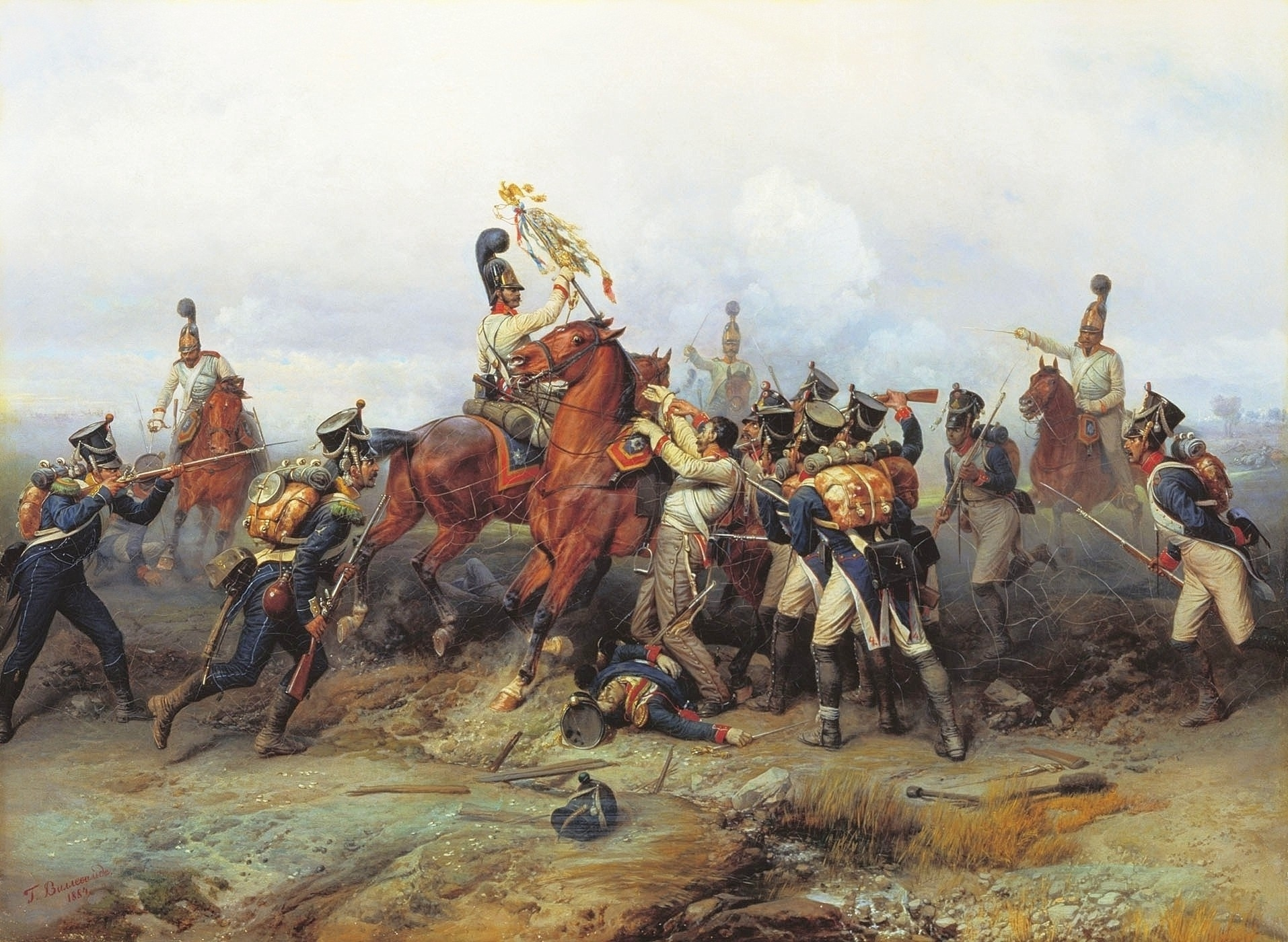
Ryskt kavalleri i Slaget vid Austerlitz 1805, 1884
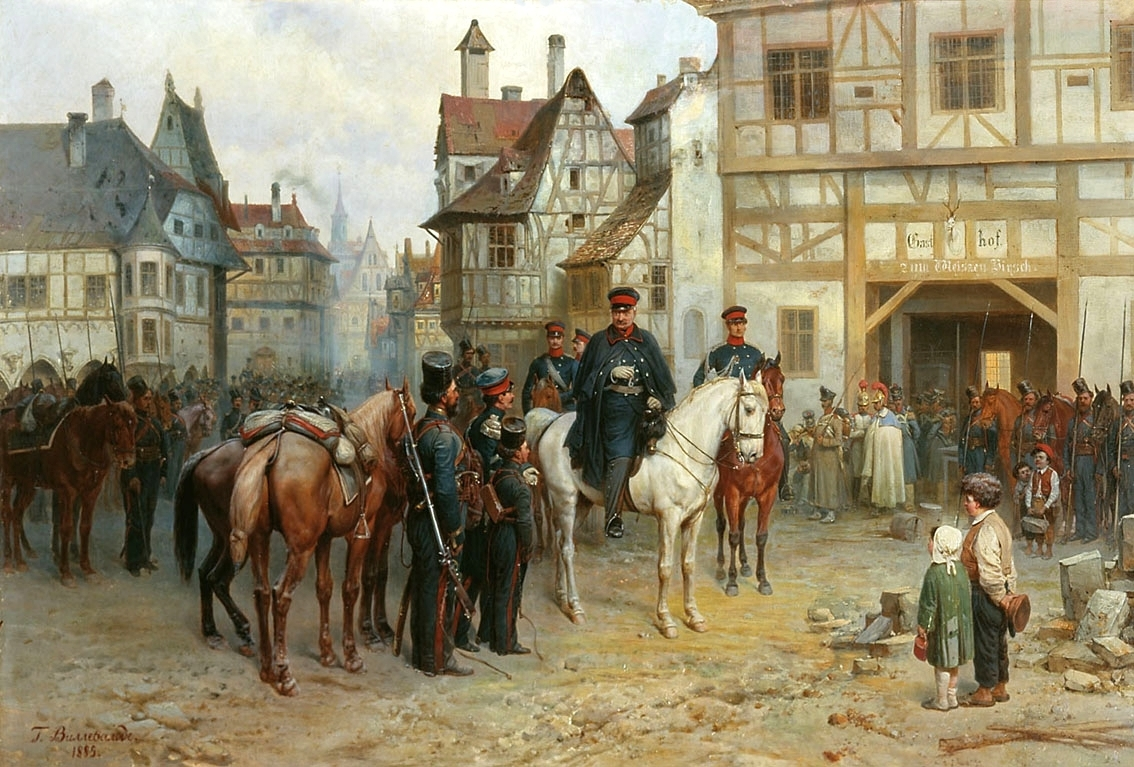
General von Blücher och kosacker i Bautzen 1813, 1885
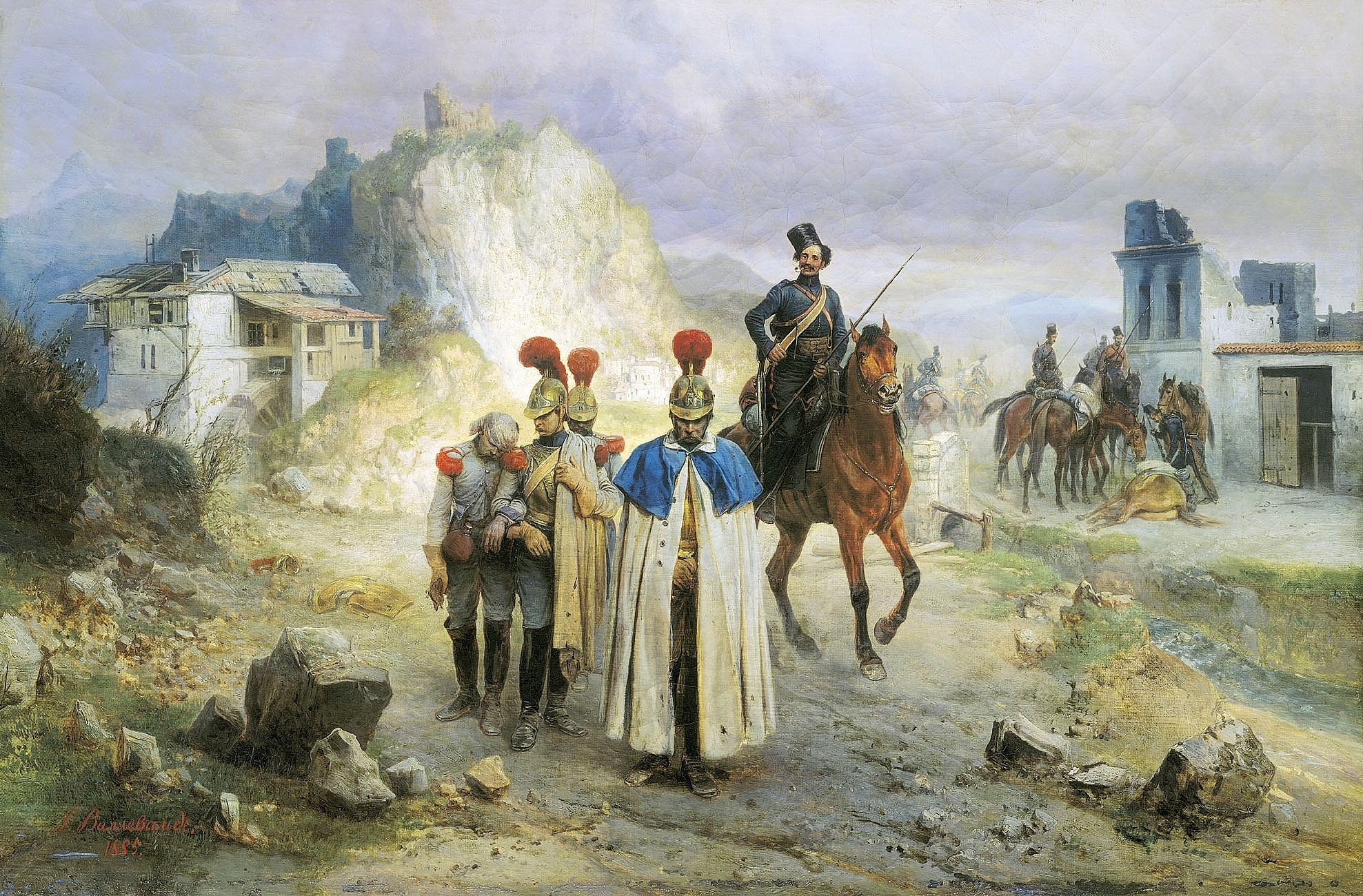
Tillfångatagna 1814, 1885
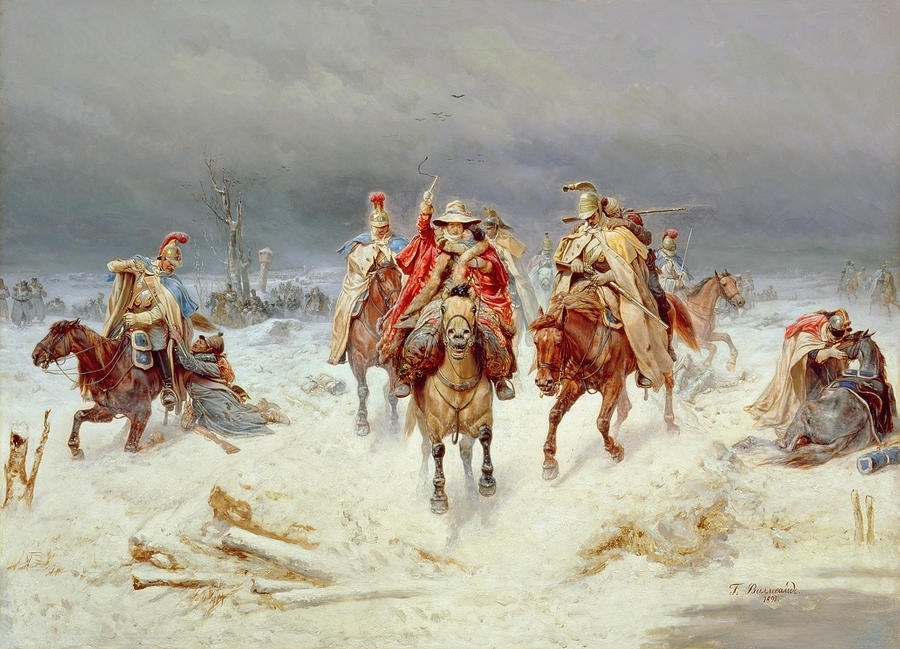
Franska soldater under reträtt från Slaget vid Berezina korsar floden Berezina 1812, 1891
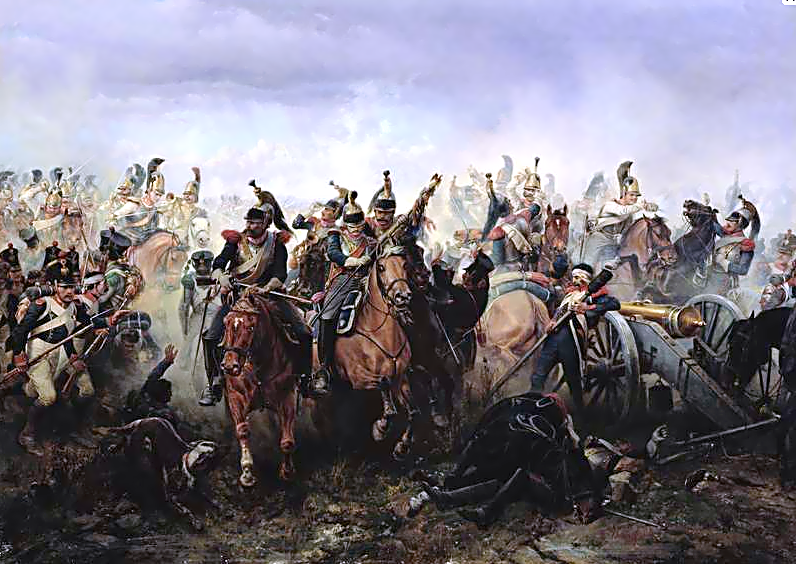
Livgardkavalleriet i Slaget vid Fère-Champenoise den 13 mars 1814, 1891